# 张卫明
张卫明（1957年11月—），安徽芜湖人，九三学社中央委员，享受国务院政府特殊津贴专家，曾任南京野生植物综合利用研究院院长。

## 生平
1982年毕业于安徽师范大学生物系，1984年考取南京师范大学研究生。1987年进入南京野生植物综合利用研究院工作，历任研究室主任、副所长、所长、院长。
主要从事植物资源、农林特产资源产业化等领域的研究。主持国家级重点攻关课题多项，发表论文200余篇。曾获江苏省劳动模范，国内贸易部有突出贡献技术管理专家等荣誉称号。

## 社会兼职
九三学社第十三、十四届中央委员会委员，九三学社江苏省第四、五、六届委员会委员，南京市第十三、十四、十五届人大代表。国家质量技术监督局中国食品添加剂标准化技术委员会委员，全国辛香料标准化技术委员会主任，全国农产品流通标准化技术委员会副主任委员，中国野生植物保护协会科技委员会副主任，《中国野生植物资源》杂志主编。

## 奖励与荣誉
- 2003年，被国家科技部授予“星火计划先进个人”
- 2005年，被国家农业部等八部委授予“全国农业产业化先进个人”
- 2010年，被中宣部、全国科协授予“全国科普先进个人”
- 2011年，获国家技术发明二等奖（第一完成人）[5]
- 2012年，获国家科技进步二等奖（第二完成人）[6]
- 2014年，获国家科技进步二等奖（第二完成人）[7]